# Dialeuropora pterolobiae
Dialeuropora pterolobiae is een halfvleugelig insect uit de familie witte vliegen (Aleyrodidae), onderfamilie Aleyrodinae.
De wetenschappelijke naam van deze soort is voor het eerst geldig gepubliceerd door David & Subramaniam in 1976.